# Гафса (вілаєт)
Гафса (араб. ولاية قفصة) — вілаєт Тунісу. Адміністративний центр — м. Гафса. Площа — 7 175 км². Населення — 351 500 осіб (2007).

## Географічне положення
На півночі межує з вілаєтом Касерін, на північному сході — з вілаєтом Сіді-Бузід, на південному сході — з вілаєтом Габес, на півдні — з вілаєтом Кебілі, на південному заході — з вілаєтом Таузар, на заході — з Алжиром.

## Населені пункти
- Гафса
- Ель-Катар
- Ель-Ксар
- Мзіла
- Мітлаві
- Муларес
- Редеєф
- Санад

| Туніс | Це незавершена стаття з географії Тунісу. Ви можете допомогти проєкту, виправивши або дописавши її. |